# Leioa Waterpolo
El Leioa Waterpolo es un club de waterpolo con sede en Lejona (Vizcaya) España. Fundado en 1998.

## Historia
El club es fundado en 1998 y dirigido en un principio por Javier Vidal.
La sección de waterpolo femenino ascendió a la primera división nacional femenina de waterpolo en 2009, aunque sólo pudo permanecer en la categoría una temporada. 
Volvió a conseguir el ascenso en 2011 y se mantiene en liga nacional.

## Palmarés
- 4 Copas Euskal Herria de waterpolo femenino (2010-11, 2014 y 2015)
- 5 Ligas Euskal Herria de waterpolo femenino (2007, 2009, 2014, 2015 y 2019)
- 1 Copa Euskal Herria de waterpolo masculino (2015)